# Anemone debilis
Anemone debilis är en ranunkelväxtart som beskrevs av Fisch. och Porphir Kiril Nicolai Stepanowitsch Turczaninow. Anemone debilis ingår i släktet sippor, och familjen ranunkelväxter. Inga underarter finns listade i Catalogue of Life.

## Bildgalleri

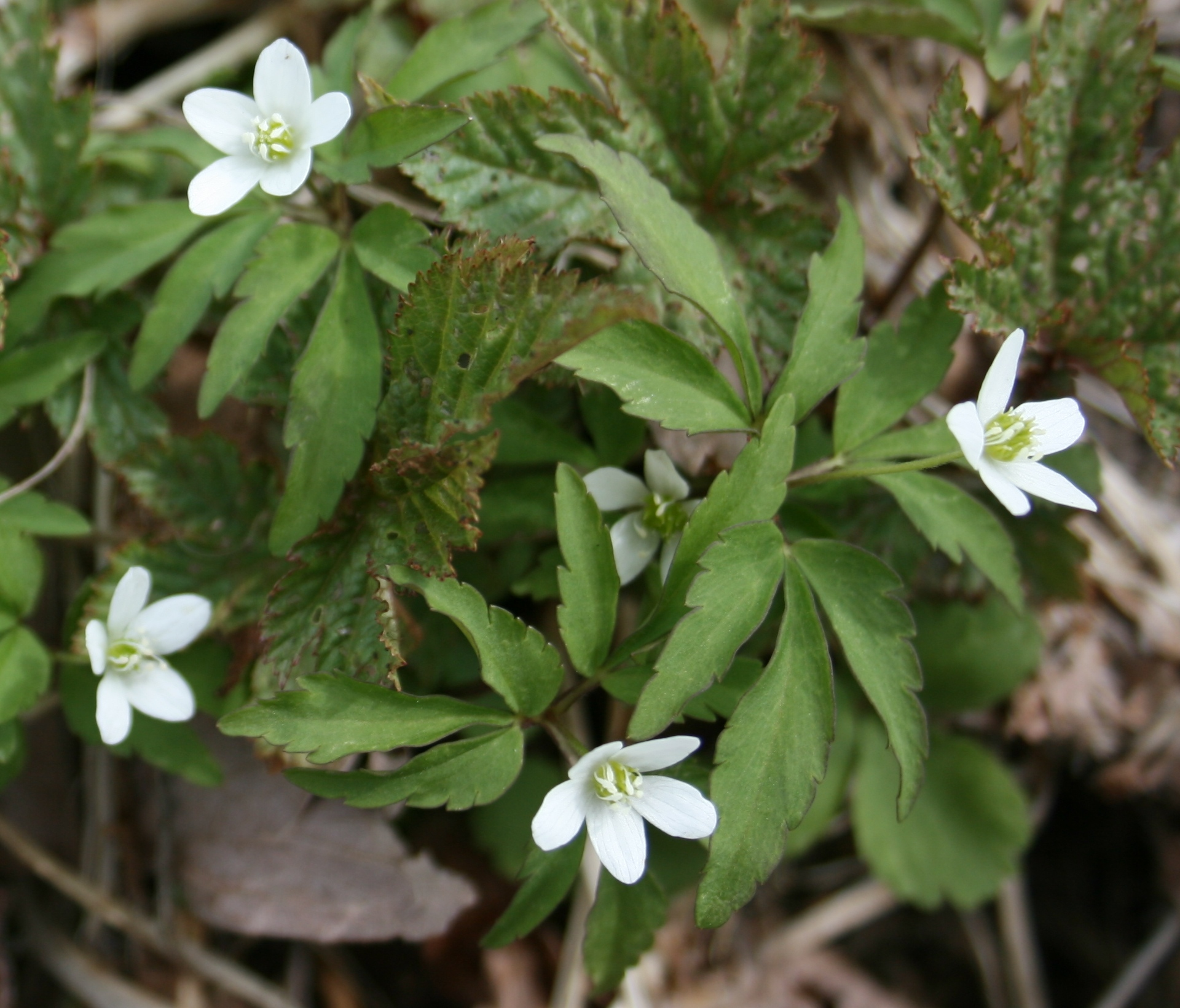
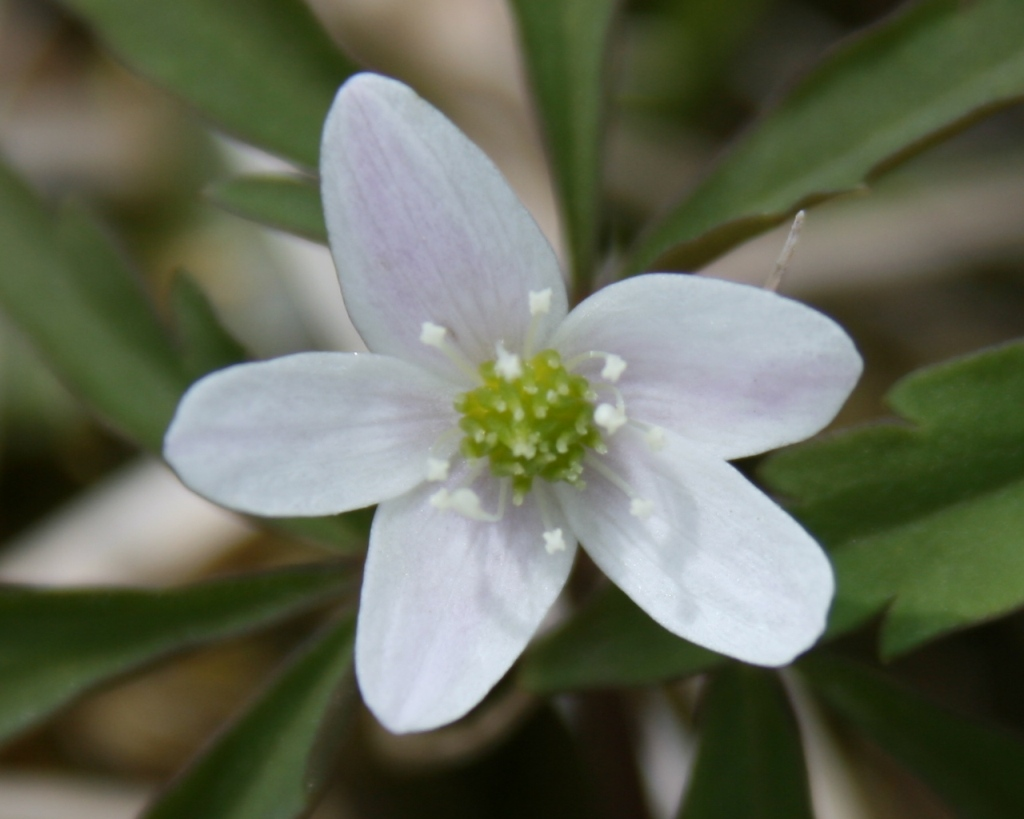